# Bonaya Boshe
Bonaya Boshe ou Boneya Boshe est un woreda de l'ouest de l'Éthiopie situé dans la zone Misraq Welega de la région Oromia. Peuplé de 47 886 habitants en 2007, il reprend la partie est de l'ancien woreda Wama Bonaya. Son centre administratif est Bilo.

## Origine et nom
Au début des années 2000, l'Atlas of the Ethiopian Rural Economy montre encore l'ancien woreda Wama Bonaya. Celui-si se subdivise au plus tard en 2007 entre Wama Hagalo et Bonaya Boshe.
Bonaya Boshe peut aussi s'écrire Boneya Bushe ou Boneya Boshe,.

## Situation
Limitrophe des zones Mirab Shewa et Jimma, le woreda Bonaya Boshe est bordé dans la zone Misraq Welega par Sibu Sire et Gobu Seyo au nord, et par Wama Hagalo à l'ouest,.
Son centre administratif, Bilo, se trouve environ 80 km au sud-est de Nekemte,.
Bilo est arrosé par un sous-affluent de la rivière Ghibie ou Gibe.

## Population
Au recensement national de 2007, la population du woreda Bonaya Boshe atteint 47 886 habitants dont 6 % de citadins. Bilo, qui a 2 716 habitants, est la seule agglomération recensée.
Près de 62 % des habitants du woreda sont protestants, 27 % sont orthodoxes et 11 % sont musulmans.
En 2022, la population du woreda est estimée à 68 789 personnes avec une densité de population de 145 personnes par km2 et 474 km2 de superficie.